# Alexandriai görög pátriárkák listája
Az alábbi lista az alexandriai ortodox egyház legfőbb méltóságának viselőit, az alexandriai görög pátriárkákat tartalmazza. Az első alexandriai püspök a hagyomány szerint Szent Márk evangélista volt az 1. században. Az 5.–6. századtól – a hitviták eredményeként – a kettészakadt a patriarchátus egy kopt és egy görög részre. Itt a mai napig létező görög pátriárkátus viselői vannak bemutatva.
A nevek görögös  – illetve, ha van ilyen, magyaros – alakban szerepelnek.

## 43–500
Proteriosz fellépése előtt, 451-ig Alexandriában egységes patriarchátus létezett. Viselőit lásd: 
| N   | Alexandriai pátriárka           | Hivatali idő               | Megjegyzés                   |
| --- | ------------------------------- | -------------------------- | ---------------------------- |
| 26. | SZENT Proteriosz                | 451 – †457. február 28.    | Dioszkorosz ellenfele.       |
| 27. | SZENT II. Timóteus (Timótheosz) | 457 – 460, ld. alább       | Kopt pápa is.                |
| 28. | III. Timóteus (Timótheosz)      | 460 – 475, ld. alább       |                              |
| 27. | SZENT II. Timóteus (2x)         | 475 – †477. július 31.     | Kopt pápa is.                |
| 29. | SZENT III. Péter (Petrosz)      | 477-ben, ld. alább         | Kopt pápa is.                |
| 28. | III. Timóteus (2x)              | 477 – †481                 |                              |
| 30. | I. János (Jóannész)             | 481 – 482, †496 után       |                              |
| 29. | SZENT III. Péter (2x)           | 482 – †489. november 11.   | Kopt pápa is.                |
| 31. | II. Atanáz (Athanasziosz)       | 489 – †496. szeptember 30. | Kopt pápa is.                |
| 32. | II. János (Jóannész)            | 496 – †505. április 29.    | Kopt pápa is I. János néven. |

## 500–1000
| N                               | Alexandriai pátriárka             | Hivatali idő               | Megjegyzés                                 |
| ------------------------------- | --------------------------------- | -------------------------- | ------------------------------------------ |
| 33.                             | III. János (Jóannész)             | 505 – †516. május 22.      | Kopt pápa is II. János néven.              |
| 34.                             | SZENT II. Dioszkurosz             | 516 – †518. október 27.    | Kopt pápa is.                              |
| 35.                             | SZENT IV. Timóteus (Timótheosz)   | 518 – †536. február 20.    | Kopt pápa is III. Timóteus néven.          |
| 36.                             | SZENT I. Teodóz (Theodóziosz)     | 536-ban, †567. június 22.  | Kopt pápa is, 567-ig. (Végleges szakadás.) |
| 37.                             | Gainasz                           | 536 – †537                 |                                            |
| 38.                             | Pál (Paulosz)                     | 537 – †542                 |                                            |
| 39.                             | Zoilosz                           | 542 – †551                 |                                            |
| 40.                             | Apollinariosz                     | 551 – †569                 |                                            |
| 41.                             | IV. János (Jóannész)              | 569 – †579                 |                                            |
| Interregnum 579 – 581           |                                   |                            |                                            |
| 42.                             | SZENT I. Eulogiosz                | 581 – †608. szeptember 13. |                                            |
| 43.                             | I. Teodór (Theodórosz)            | 608 – †609. december 13.   |                                            |
| 44.                             | SZENT V. János (Jóannész, *556)   | 610 – †619. január 23.     | Más néven Alamizsnás Szent János.          |
| 45.                             | I. György (Geórgiosz)             | 619 – †630                 |                                            |
| 46.                             | Kürosz                            | 631 – †641                 |                                            |
| Interregnum 641 – 642           |                                   |                            |                                            |
| 47.                             | IV. Péter (Petrosz)               | 642 – †651                 |                                            |
| 651-től bizonytalanok az adatok |                                   |                            |                                            |
| 48.                             | II. Teodór (Theodórosz)           | 655 körül                  |                                            |
| 49.                             | V. Péter (Petrosz)                | 680 körül                  |                                            |
| 50.                             | VI. Péter (Petrosz)               | 680 körül                  |                                            |
| 51.                             | Theophülaktosz                    | 685 körül                  |                                            |
| 52.                             | Onopszosz                         | 711 körül                  |                                            |
| 727-ig bizonytalanok az adatok  |                                   |                            |                                            |
| 53.                             | I. Kozmasz                        | 727 – †768                 |                                            |
| 54.                             | Politianosz                       | 768 – †813                 |                                            |
| 55.                             | Eusztatiosz                       | 813 – †817                 |                                            |
| 56.                             | I. Kristóf (Khrisztophorosz)      | 817 – †841                 |                                            |
| 57.                             | I. Szophróniosz                   | 841 – †860                 |                                            |
| 58.                             | I. Mihály (Mikhaél)               | 860 – †870                 |                                            |
| 59.                             | II. Mihály (Mikhaél)              | 870 – †903. augusztus 21.  |                                            |
| Interregnum 903 – 907           |                                   |                            |                                            |
| 60.                             | Khrisztodulosz                    | 907 – †932. november 21.   |                                            |
| 61.                             | Eutükhiosz (*877. szeptember 10.) | 932 – †940. május 12.      |                                            |
| 62.                             | II. Szophróniosz                  | 941 – †941                 |                                            |
| 63.                             | Izsák (Iszaakiosz)                | 941 – †954                 |                                            |
| 64.                             | Jób                               | 954 – †960. szeptember 7.  |                                            |
| Interregnum 960 – 963           |                                   |                            |                                            |
| 65.                             | I. Illés (Iliász)                 | 963 – †1000. május 12.     |                                            |

## 1000–1500
| N                       | Alexandriai pátriárka      | Hivatali idő            | Megjegyzés    |
| ----------------------- | -------------------------- | ----------------------- | ------------- |
| 66.                     | Arzén (Arszéniosz)         | 1000 – †1010. július 4. |               |
| 67.                     | Teofil (Theophülosz)       | 1010 – †1020            |               |
| 68.                     | II. György (Geórgiosz)     | 1021 – †1051            |               |
| 69.                     | Leontiosz                  | 1051 – †1059            |               |
| 70.                     | II. Sándor (Alexandrosz)   | 1059 – †1062            |               |
| 71.                     | VI. János (Jóannész)       | 1062 – †1100            |               |
| 72.                     | Eulogiosz                  | 1100 körül              |               |
| 73.                     | II. Cirill (Kürillosz)     | 1100 k. – †1117         |               |
| 74.                     | Szabbasz                   | 1117 – †?               |               |
| 75.                     | II. Teodóz (Theodóziosz)   | ? – †1137               |               |
| 76.                     | III. Szophróniosz          | 1137 – †1171            |               |
| 77.                     | II. Illés (Iliász)         | 1171 – †1175            |               |
| 78.                     | Eleutheriosz               | 1175 – †1180            |               |
| 79.                     | III. Márk (Markosz)        | 1180 – †1209            |               |
| 80.                     | I. Miklós (Nikolaosz)      | 1210 – †1243            |               |
| 81.                     | I. Gergely (Grégóriosz)    | 1243 – †1263            |               |
| 82.                     | II. Miklós (Nikolaosz)     | 1263 – †1276            |               |
| 83.                     | III. Atanáz (Athanasziosz) | 1276 – †1316            |               |
| 84.                     | II. Gergely (Grégóriosz)   | 1316 – †1354            |               |
| 85.                     | III. Gergely (Grégóriosz)  | 1354 – †1366            |               |
| 86.                     | Niphón                     | 1366 – †1385            |               |
| 87.                     | IV. Márk (Markosz)         | 1385 – †1389            |               |
| 88.                     | III. Miklós (Nikolaosz)    | 1389 – †1398            |               |
| 89.                     | IV. Gergely (Grégóriosz)   | 1398 – †1412            |               |
| 90.                     | IV. Miklós (Nikolaosz)     | 1412 – †1417            |               |
| 91.                     | IV. Atanáz (Athanasziosz)  | 1417 – †1425            |               |
| 92.                     | V. Márk (Markosz)          | 1425 – †1435            |               |
| 93.                     | Philotheosz                | 1435 – †1459            |               |
| 94.                     | VI. Márk (Markosz)         | 1459 – †1484            |               |
| 95.                     | V. Gergely (Grégóriosz)    | 1484 – †1486            |               |
| 96.                     | I. Joachim (*1448 k.)      | 1486 – †1567            | 119 évet élt. |
| Interregnum 1567 – 1569 |                            |                         |               |

## 1500–2000
| N                       | Alexandriai pátriárka                            | Hivatali idő                    | Megjegyzés                                                 |
| ----------------------- | ------------------------------------------------ | ------------------------------- | ---------------------------------------------------------- |
| 97.                     | Szilveszter                                      | 1569 – †1590                    |                                                            |
| 98.                     | I. Meletiosz (*1549)                             | 1590 – †1601. szeptember 12.    |                                                            |
| 99.                     | III. Cirill (Kürillosz, *1572. november 13.)     | 1601 – 1620, †1638. június 27.  | Később konstantinápolyi pátriárka I. Cirill néven.         |
| 100.                    | I. Geraszimosz (*1560 k.)                        | 1620 – †1636. július 20.        |                                                            |
| 101.                    | Metrophanész (*1589 k.)                          | 1636 – †1639. május 30.         |                                                            |
| 102.                    | Niképhorosz                                      | 1639 – †1645                    |                                                            |
| 103.                    | Joannikiosz                                      | 1645 – †1657. szeptember 15.    |                                                            |
| 104.                    | Paisziosz                                        | 1657 – 1665 k., ld. alább       |                                                            |
| 105.                    | II. Joachim                                      | 1665 k. – †1668                 |                                                            |
| 104.                    | Paisziosz (2x)                                   | 1668 – †1678                    |                                                            |
| 106.                    | I. Partheniosz                                   | 1678 – †1688. június 30.        |                                                            |
| 107.                    | II. Geraszimosz                                  | 1688 – 1710, †1714              |                                                            |
| 108.                    | Sámuel (Szamouél, *1661)                         | 1710 – 1712, ld. alább          |                                                            |
| 109.                    | II. Kozmasz                                      | 1712 – 1714, ld. alább          | Később konstantinápolyi pátriárka is III. Kozmasz néven.   |
| 108.                    | Sámuel (2x)                                      | 1714 – 1723, †1724              |                                                            |
| 109.                    | II. Kozmasz (2x)                                 | 1723 – †1736. november 28.      |                                                            |
| 110.                    | III. Kozmasz                                     | 1737 – †1746. június 3.         |                                                            |
| 111.                    | Mátyás (Matthiasz)                               | 1746 – 1766, †1775              |                                                            |
| 112.                    | Ciprián (Küprianosz)                             | 1766 – †1783                    |                                                            |
| 113.                    | III. Geraszimosz                                 | 1783 – †1788. augusztus 6.      |                                                            |
| 114.                    | II. Partheniosz (*1735)                          | 1788 – †1805. szeptember 9.     |                                                            |
| 115.                    | III. Teofil (Theophülosz, *1764)                 | 1805 – 1825, †1833. január 24.  |                                                            |
| 116.                    | I. Jerótheosz                                    | 1825 – †1845. szeptember 8.     |                                                            |
| 117.                    | Artemiosz                                        | 1845 – 1847, †1858. november 6. |                                                            |
| 118.                    | II. Jerótheosz                                   | 1847 – †1858. január 13.        |                                                            |
| 119.                    | Kallinikosz (*1800)                              | 1858 – 1861, †1889. július 12.  |                                                            |
| 120.                    | Jakab (Iakobosz, *1803)                          | 1861 – †1866. január 12.        |                                                            |
| 121.                    | Nikánor                                          | 1866 – †1869. december 25.      |                                                            |
| 122.                    | IV. Szophróniosz (*1798)                         | 1870 – †1899. augusztus 22.     | Előtte konstantinápolyi pátriárka III. Szophróniosz néven. |
| 123.                    | Phótiosz (*1853)                                 | 1899 – †1925. szeptember 4.     |                                                            |
| 124.                    | II. Meletiosz (*1871. szeptember 21.)            | 1926 – †1935. július 28.        | Konstantinápolyi pátriárka korábban IV. Meletiosz néven.   |
| 125.                    | V. Miklós (Nikolaosz, *1876)                     | 1936 – †1939. március 3.        |                                                            |
| 126.                    | II. Kristóf (Khrisztophorosz, *1876. január 17.) | 1939 – †1967. június 23.        |                                                            |
| Interregnum 1967 – 1968 |                                                  |                                 |                                                            |
| 127.                    | VI. Miklós (Nikolaosz, *1915 februárja)          | 1968 – †1986. július 9.         |                                                            |
| 128.                    | III. Partheniosz (*1919. november 30.)           | 1987 – †1996. július 23.        |                                                            |
| 129.                    | VII. Péter (Petrosz, *1949. szeptember 3.)       | 1997 – †2004. szeptember 11.    |                                                            |

## 2000– napjaink
| N    | Alexandriai pátriárka                        | Hivatali idő    | Megjegyzés |
| ---- | -------------------------------------------- | --------------- | ---------- |
| 130. | II. Teodór (Theodórosz, *1954. november 25.) | 2004 – napjaink |            |

## Fordítás
- Ez a szócikk részben vagy egészben  a(z)   Список предстоятелей Александрийской православной церкви című orosz Wikipédia-szócikk fordításán alapul.  Az eredeti cikk szerkesztőit annak laptörténete sorolja fel. Ez a jelzés csupán a megfogalmazás eredetét és a szerzői jogokat jelzi, nem szolgál a cikkben szereplő információk forrásmegjelöléseként.
- Ez a szócikk részben vagy egészben  a   List of Greek Orthodox Patriarchs of Alexandria című angol Wikipédia-szócikk fordításán alapul.  Az eredeti cikk szerkesztőit annak laptörténete sorolja fel. Ez a jelzés csupán a megfogalmazás eredetét és a szerzői jogokat jelzi, nem szolgál a cikkben szereplő információk forrásmegjelöléseként.
- Ez a szócikk részben vagy egészben  a   Liste des patriarches orthodoxes d'Alexandrie című francia Wikipédia-szócikk fordításán alapul.  Az eredeti cikk szerkesztőit annak laptörténete sorolja fel. Ez a jelzés csupán a megfogalmazás eredetét és a szerzői jogokat jelzi, nem szolgál a cikkben szereplő információk forrásmegjelöléseként.